# Saint-Vulbas
Saint-Vulbas ist ein Ort und eine französische Gemeinde mit 1.229 Einwohnern (Stand: 1. Januar 2022) im Département Ain in der Region Auvergne-Rhône-Alpes. Ort und Gemeinde verdanken ihren Namen einem merowingischen Heiligen des 7. Jahrhunderts, dessen Sarkophag in der Kirche steht.

## Lage und Klima
Der etwa 200 m hoch gelegene Ort Saint-Vulbas liegt auf dem Westufer der Rhône, die hier die Grenze zum Département Isère markiert; die Millionenstadt Lyon ist etwa 40 km (Fahrtstrecke) in westlicher Richtung entfernt. Das Klima ist eher gemäßigt bis mild; an manchen Tagen weht jedoch der Mistral durch den Ort.

## Bevölkerungsentwicklung
| Jahr                       | 1800 | 1851 | 1901 | 1954 | 1999 | 2021 |
| Einwohner                  | 412  | 708  | 428  | 274  | 804  | 1234 |
| Quellen: Cassini und INSEE |      |      |      |      |      |      |

Infolge der Mechanisierung der Landwirtschaft und der Stilllegung bäuerlicher Kleinbetriebe („Höfesterben“) ist die Bevölkerung der Gemeinde in der ersten Hälfte des 20. Jahrhunderts stark zurückgegangen. Der in den 1960er Jahren begonnene Bau des im Ortsteil Marcilleux gelegenen Kernkraftwerks Bugey brachte jedoch einen erneuten Aufschwung.

## Wirtschaft
Der kleine Ort Saint-Vulbas war und ist in der Hauptsache landwirtschaftlich orientiert. Im Jahr 1972 wurde der erste Block des Kernkraftwerks Bugey in Betrieb genommen; später kamen neue Blöcke hinzu. Um das Jahr 2000 waren etwa 1250 Menschen im Kraftwerk beschäftigt.

## Sehenswürdigkeiten
- Kirche Saint-Vulbas
- Kapelle Saint-Blaise im Ortsteil Marcilleux

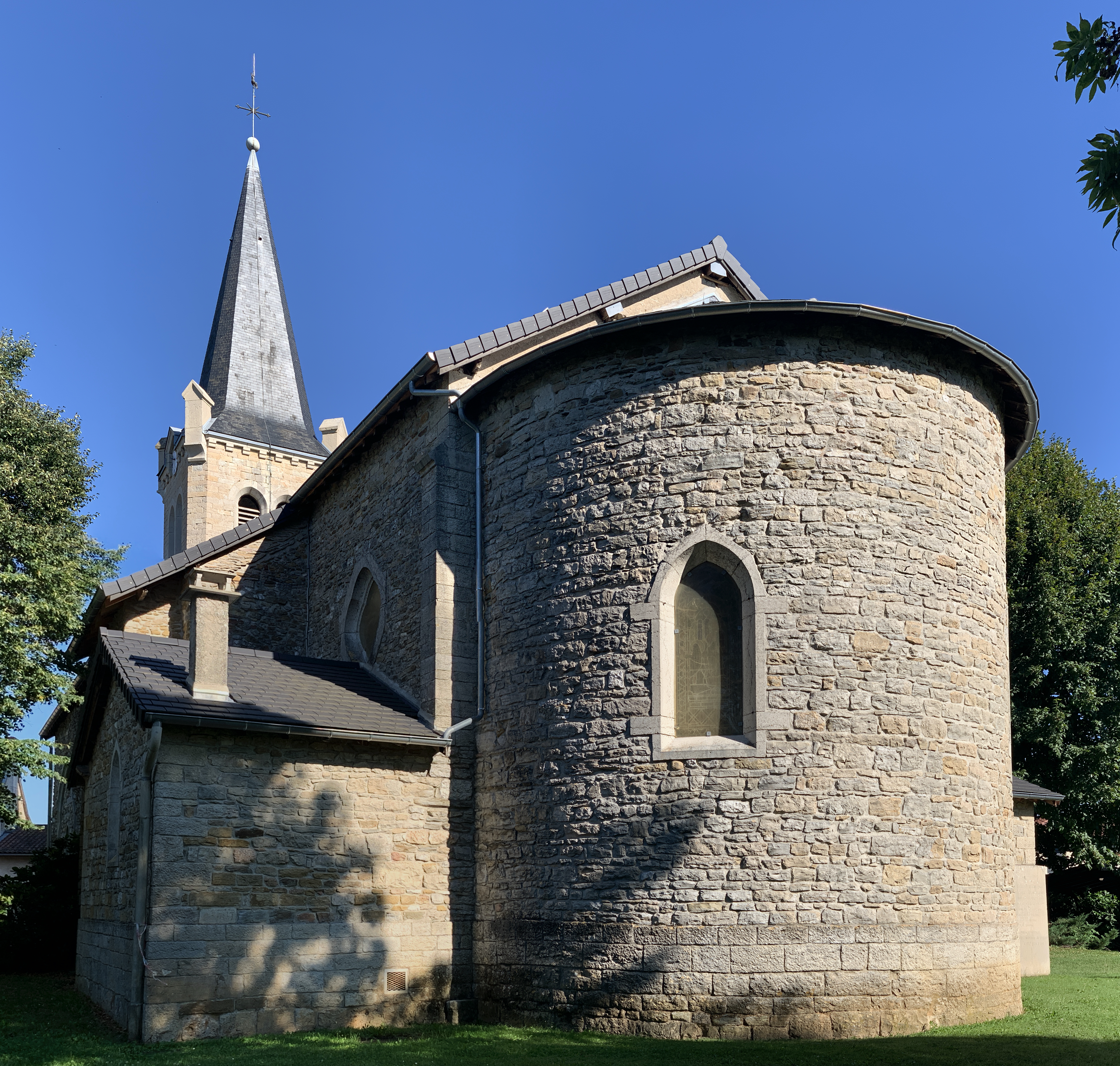
Kirche Saint-Vulbas
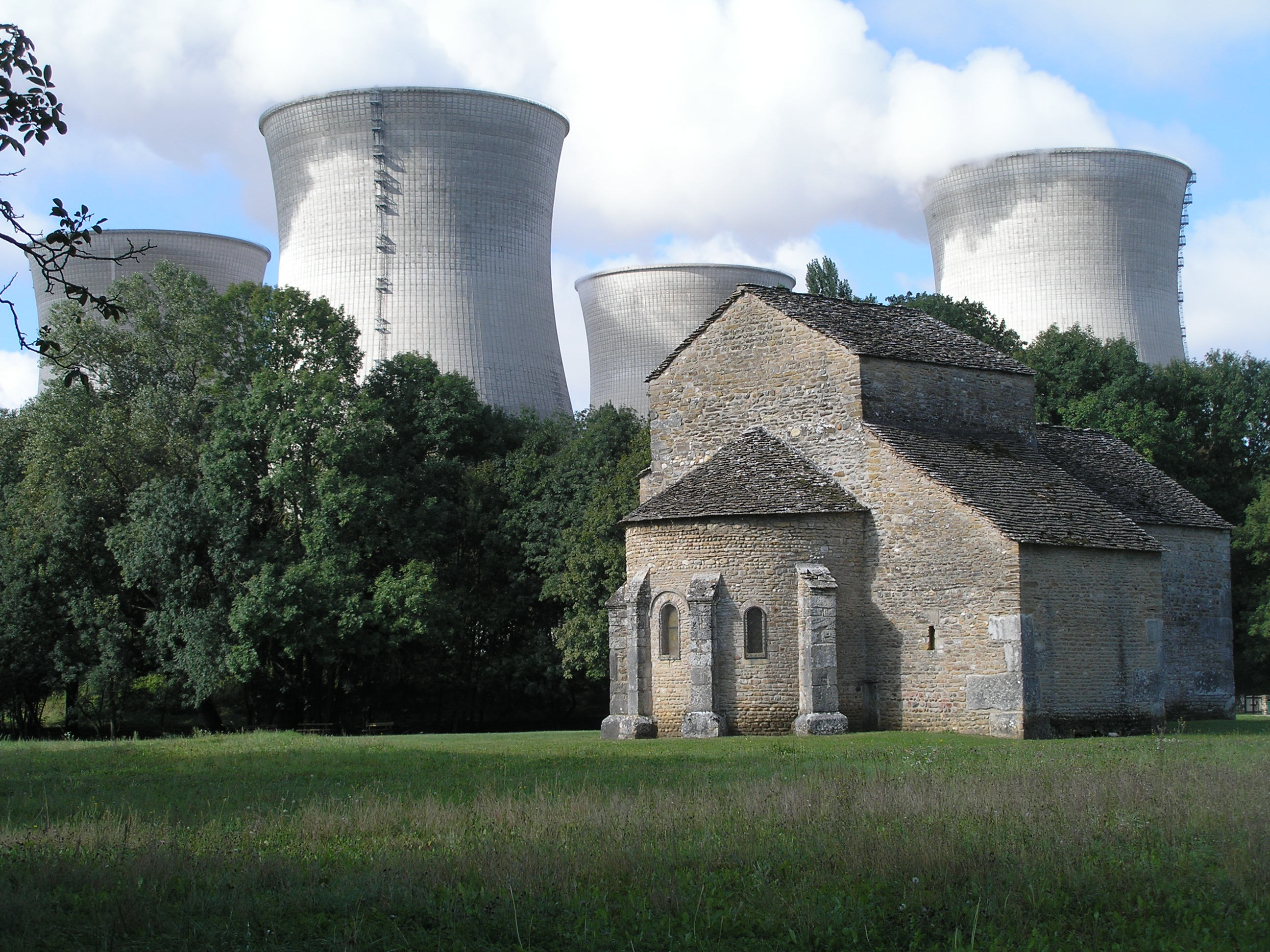
Kapelle Saint-Blaise
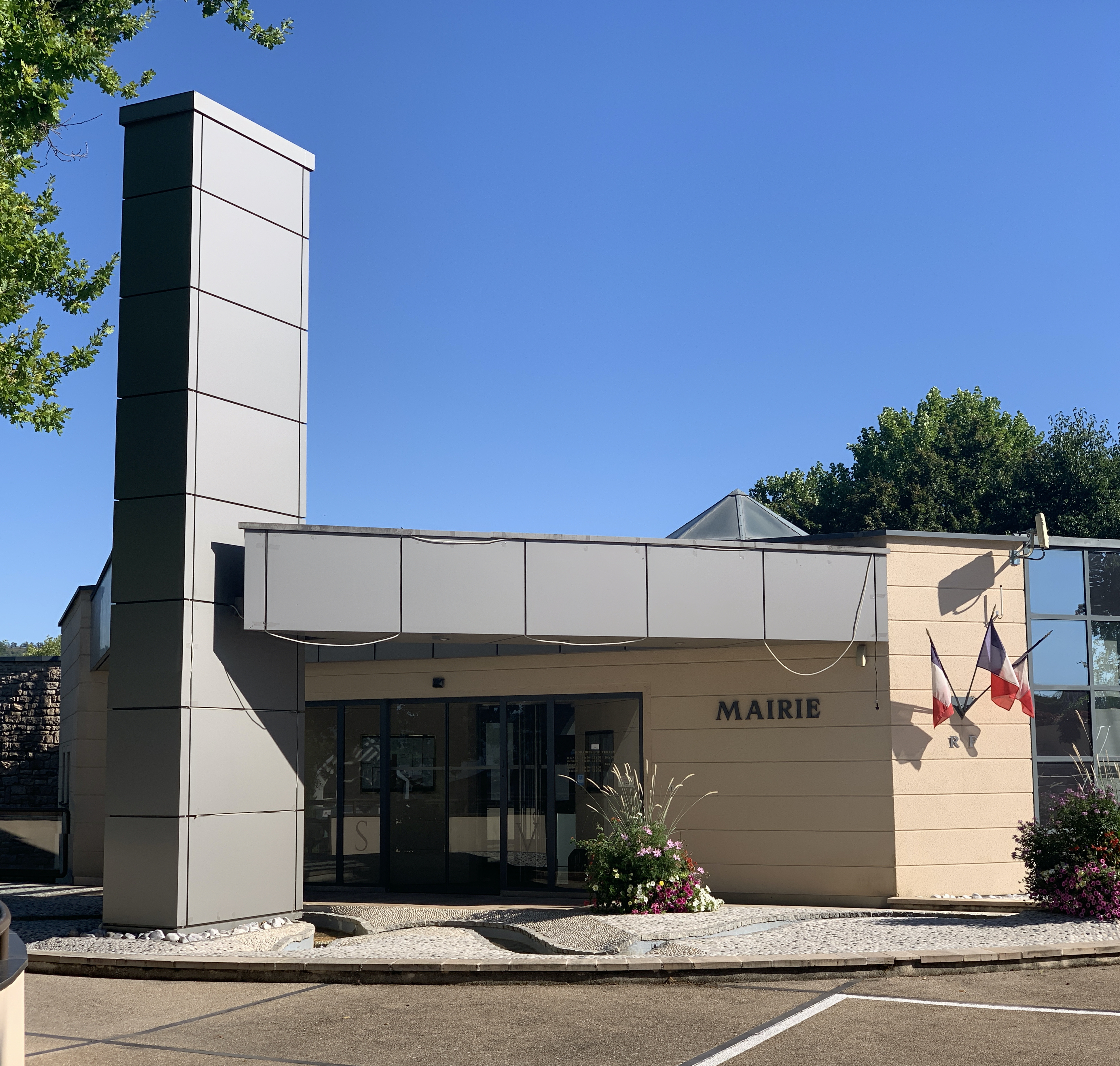
Rathaus (mairie)
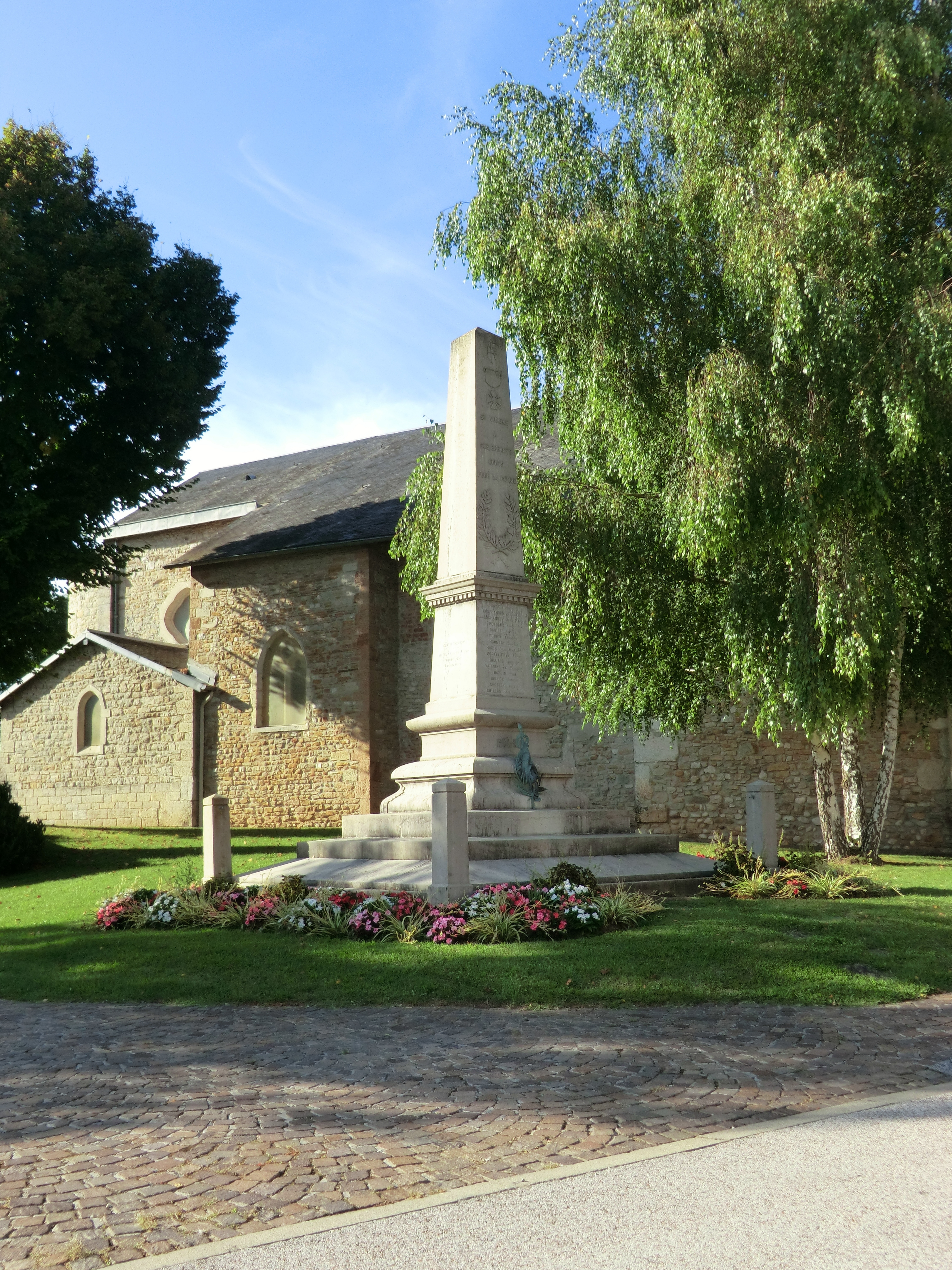
Gefallenendenkmal

## Sonstiges
Der kleine Ort war am 3. Juli 2024 Ziel der 5. Etappe der Tour de France; der 39 Jahre alte Brite Mark Cavendish feierte seinen 35. Etappensieg.